# Macinhata do Vouga
Pour les articles homonymes, voir Macinhata.
Macinhata do Vouga est une paroisse civile portugaise (en portugais : freguesia) de la municipalité d'Águeda dans le district d'Aveiro.

## Géographie
La paroisse est traversée par la Vouga.

## Démographie
Lors du recensement de 2021, Macinhata do Vouga compte 3 210 habitants.